# Зукау
Зукау — дворянский род.
Иван Зукау в службу вступил в 1795 году; 31 декабря 1826 г. произведен в 8-й класс. Состоя в чине 7-го класса, 20 ноября 1836 года получил диплом на потомственное дворянское достоинство.

## Описание герба
Щит полурассечён и пересечён. В первой червлёной части серебряная шестилучевая звезда. Во второй, лазоревой, золотое орлиное крыло. В третьей золотой части, стоящая на червлёном пне чёрная с червлёными глазами сова.
Щит увенчан дворянскими шлемом и короной. Нашлемник: три страусовых пера. Намёт на щите справа червлёный с серебром, слева лазурный с золотом. Герб Зукау внесён в Часть 11 Общего гербовника дворянских родов Всероссийской империи, стр. 109.